# Нік Робінсон
Нік Робінсон (англ. Nick Robinson; нар. 22 березня 1995, Сієтл) — американський актор. Його найпомітнішими ролями були: Райдер Скенлон в телесеріалі «Мелісса і Джої» (2010–2015), Джо Той в комедії «Королі літа» (2013) та Зак Мітчел у науково-фантастичному фільмі «Світ Юрського періоду» (2015). Нік зіграв головні ролі в кількох підліткових драмах, таких як: «П'ята хвиля» (2013), «Весь цей світ» (2017) і «З любов'ю, Саймон» (2018)

## Життя та кар'єра
Робінсон народився 22 березня 1995 року в Сієтлі, штат Вашингтон. Має шестеро братів і сестер. У дев'ятирічному віці, батьки записали його у місцевій дитячий театральний гурток під назвою «Broadway Bound». У 11-річному віці, Робінсон зробив свій професійний дебют в постановці «Різдвяної казки»  Чарльза Діккенса.
У 2008 році театральний друг запропонував батькам Робінсона, щоб вони повели Ніка зустрітися з легендарним голлівудським шукачем талантів, Меттом Каселлою, який сказав Робінсонам: «Він справжня дитина з незвичайним талантом і даром, розумний, добродушний, творчий хлопчина з прекрасною посмішкою. Нік готовий до Лос-Анджелесу». Каселла потім порекомендував його кільком агентствам, з одним із яких Робінсон уклав контракт. Але якраз тоді 2007–08 Writers Guild of America strike був у самому розпалі, тому він і його батьки повернулися до Вашингтона, де він продовжував виступати на сцені в Сієтлі.
У 2009 році лише після його другого телевізійного кастингу, Робінсон отримав роль Райдера Скенлона, племінника персонажа Мелісси Джоан Харт в ситкомі ABC, «Мелісса і Джої». Прем'єра серіалу відбулась 17 серпня 2010 року й він одразу став хітом.
У 2012 році Робінсон був обраний на роль Джо Тоя в художньому фільмі-дебюті режисера Джордана Воґта-Робертса «Королі літа». Зйомки почалися в травні 2012 року в Клівленді, штат Огайо та закінчилися в серпні 2012. Фільм розповідає про трьох підлітків, які одного літнього дня вирішили піти з дому і жити самостійно в довколишніх лісах. Нік також став запрошеною зіркою в третьому сезоні серіалу HBO «Підпільна імперія». Він виконав роль Зака в пригодницькому фільмі «Світ Юрського періоду», реліз якого відбувся у червні 2015 року.

## Фільмографія
| Рік       | Оригінальна назва      | Назва українською     | Жанр                    | Роль           | Режисер                           | Інші актори                                         | Примітки                               |
| --------- | ---------------------- | --------------------- | ----------------------- | -------------- | --------------------------------- | --------------------------------------------------- | -------------------------------------- |
| 2009      | CC 2010                | CC 2010               | Короткометражний фільм  |                | Тревіс Сенгер                     |                                                     |                                        |
| 2010-2015 | Melissa & Joey         | Мелісса і Джої        | комедія (серіал)        | Райдер Сканлон | Джефрі Мелман, Роб Шиллер та інші | Мелісса Джоан Гарт, Джозеф Лоуренс                  |                                        |
| 2010      | Displaced              |                       | драма, короткометражний |                | Рік Стівенсон                     |                                                     |                                        |
| 2012      | Boardwalk Empire       | Підпільна імперія     | кримінальна драма       | Роуленд Сміт   |                                   | Стів Бушемі                                         |                                        |
| 2012      | Frenemies              | Закляті друзі         | комедія                 | Джейк          | Дейзі Майер                       | Белла Торн, Стефані Скотт та інші                   |                                        |
| 2013      | The Kings of Summer    | Королі літа           | комедійна драма         | Джо Той        | Джордан Воґт-Робертс              | Мойзес Аріас, Габріель Бассо                        |                                        |
| 2015      | Jurassic World         | Світ Юрського періоду | фантастика              | Зак            | Колін Треворроу                   | Кріс Пратт, Брайс Даллас Говард                     |                                        |
| 2015      | Being Charlie          | Бути Чарлі            | драма                   | Чарлі          | Роб Райнер                        |                                                     |                                        |
| 2016      | The 5th Wave           | П'ята хвиля           | фантастика, трилер      | Бен            | Дж. Блейксон                      | Хлоя Морец                                          |                                        |
| 2017      | Everything, Everything | Весь цей світ         | драма                   | Оллі           | Стелла Меґі                       |                                                     |                                        |
| 2018      | Love, Simon            | З любов'ю, Саймон     | драма                   | Саймон Спір    | Грег Берланті                     | Дженніфер Гарнер                                    |                                        |
| 2019      | Native Son             | Син Америки           | драма                   | Ян Ерлоун      | Рашид Джонсон                     | Ештон Сандерс, Маргарет Кволлі, Біл Кемп, Кікі Лейн | Прем'єра відбулась 24 січня 2019 року. |
| 2019      | Strange but True       | Дивовижно, але факт   | трилер                  | Філіп          | Роуан Атал                        | Маргарет Келлі, Браян Кокс, Емі Райан               | Пост-продакшн                          |